# Lokenge Mungongo
Lokenge Mungongo (ur. 8 października 1978) – kongijski piłkarz grający na pozycji obrońcy.

## Kariera klubowa
W swojej karierze piłkarskiej Mungongo grał w takich klubach jak: DC Motema Pembe i TP Mazembe.

## Kariera reprezentacyjna
W reprezentacji Demokratycznej Republiki Konga Mungongo zadebiutował w 1998 roku. W tym samym roku został powołany do kadry na Puchar Narodów Afryki 1998. Rozegrał na nim dwa mecze: półfinałowy z Republiką Południowej Afryki (1:2) i o 3. miejsce z Burkina Faso (4:4, k. 1:4), w którym strzelił 2 gole. W kadrze narodowej grał do 2001 roku.